# Cis miles
Cis miles es una especie de coleóptero de la familia Ciidae.

## Distribución geográfica
Habita en el este de Estados Unidos.